# Yo (Excuse Me Miss)
"Yo (Excuse Me Miss)" é o segundo single de Chris Brown em seu álbum de estréia Chris Brown, lançado em 2005 nos Estados Unidos e em 2006 no resto do mundo. "Yo (Excuse Me Miss)", produzido por Dre & Vida, tornou-se o segundo top 10 de Chris nos Estados Unidos chegando a posição #7. Recebeu o certificado de platina pela RIAA. A música chegou a posição #13 no Reino Unido e #10 na Austrália. O single recebeu uma certificação Disco de Platina no Brasil, devido a mais de 100 mil downloads pagos, segundo a ABPD.

## Faixas

### Reino Unido

#### CD: 1
1. Yo (Excuse Me Miss) [Versão Principal] [3:49]
2. Yo (Excuse Me Miss) [Instrumental]

#### CD: 2
1. Yo (Excuse Me Miss) [Versão Principal] [3:39]
2. Yo (Excuse Me Miss) [Johnny Douglas Remix]
3. Yo (Excuse Me Miss) [Vídeo]
4. Yo (Excuse Me Miss) [Making Of do vídeo]

## Desempenho nas paradas musicais
| Parada musical                                   | Melhor Posição |
| ------------------------------------------------ | -------------- |
| Estados Unidos - Billboard Hot 100               | 7              |
| Estados Unidos - Billboard Pop 100               | 16             |
| Estados Unidos - Billboard Hot R&B/Hip-Hop Songs | 2              |
| Brasil - Hot 100 Singles                         | 3              |
| Nova Zelândia                                    | 9              |
| Austrália                                        | 10             |
| Reino Unido - UK Singles Chart                   | 13             |
| Finlândia - Top 20                               | 14             |
| Irlanda                                          | 15             |
| Suíça                                            | 34             |
| Alemanha                                         | 56             |
| - United World Chart                             | 30             |